# Wereldkampioenschap voetbal 2006 (Groep A) Polen - Ecuador
Deze pagina is een subpagina van het artikel Wereldkampioenschap voetbal 2006. Hierin wordt de wedstrijd in de groepsfase in groep A tussen Polen en Ecuador gespeeld op 9 juni 2006 nader uitgelicht.

## Nieuws voorafgaand aan de wedstrijd
- 28 mei - In de uitwedstrijd tegen Macedonië verliest Ecuador met 2-1. In de laatste oefeninterland voor de start van het WK scoorde Carlos Tenorio het enige Ecuadoraanse doelpunt.
- 3 juni - Polen wint haar laatste oefenduel met 1-0 van Kroatië. Het doelpunt werd gemaakt door Ebi Smolarek.
- 4 juni - Ecuador kampt met blessures onder enkele vaste krachten. Zo lieten Iván Kaviedes, Carlos Tenorio en Agustín Delgado de onofficiële wedstrijd tegen een studententeam aan zich voorbijgaan. Ecuador won moeizaam met 4-3 en kreeg twee doelpunten tegen vanuit een vrije trap. Twee van de vier Ecuadoraanse goals kwamen op naam van Felipe Caicedo, een 17-jarig talent dat onder contract staat bij FC Basel en voor de lol mee mocht spelen ondanks dat hij niet in de WK-selectie is opgenomen.
- 4 juni - Centrale verdediger Mariusz Jop laat weten dat Polen het WK hoogstwaarschijnlijk zal spelen met een vijfmans middenveld met de punt naar achteren. Dit als gevolg van de tevredenheid ontstaan na de overwinning op Kroatië.
- 5 juni - Ruim 2000 uitzinnige fans bezochten de eerste training van Ecuador op Duits grondgebied. Iván Hurtado en bondscoach Luis Fernando Suárez waren ruim een uur bezig met het uitdelen van handtekeningen.
- 5 juni - Artur Boruc lijkt de strijd om het Poolse doel te mogen verdedigen te hebben gewonnen van zijn concurrenten. Keeperstrainer Jacek Kazimierski liet weten dat de staff uitermate tevreden was over Boruc's prestatie tegen Kroatië. De kansen voor zijn grootste concurrent Tomasz Kuszczak leken verkeken nadat hij in de oefenwedstrijd met Colombia een doeltrap van doelman Luis Martínez niet kon pareren waardoor die wedstrijd verloren ging.
- 6 juni - Jacek Bąk kondigt aan dat Polen goed in vorm is en sterker voor de dag zullen komen dan tijdens het WK voetbal 2002 waarin het in de groepsfase werd uitgeschakeld.
- 6 juni - Spits Carlos Tenorio van Ecuador is volledig hersteld van de blessure die hij opliep in de oefenwedstrijd tegen Macedonië. Hierdoor is de gehele selectie van Ecuador fit voor de strijd tegen de Polen.
- 6 juni - Na opnieuw forse kritiek te hebben gekregen over het buitensluiten van doelman Jerzy Dudek en spits Tomasz Frankowski, die tijdens de kwalificatie zeven doelpunten maakte reageerde Paweł Janas koel en zelfverzekerd. "Ik neem alle verantwoordelijkheid op mij. Het is mijn keuze en mijn beslissing en daarom ook mijn verantwoordelijkheid."
- 9 juni - Grzegorz Rasiak die eerder kampte met een blessure die hem aan de kant zou houden in de eerste wedstrijd blijkt toch inzetbaar te zijn tegen de Ecuadoranen.

## Voorbeschouwing
In een ware clash tussen twee totaal verschillende voetbalstijlen zal de winnaar van de confrontatie tussen Polen en Ecuador een grote kans maken op een plaats bij de laatste 16. Het belooft daarom op voorhand een interessant duel te worden. Volgens Edison Méndez, een van de negen spelers uit Ecuador die er tijdens het WK voetbal 2002 ook bij waren zegt dat 60% van hun kansen om de tweede ronde te bereiken afhangt van de wedstrijd tegen Polen. Aan de kant van Polen denkt men er vrijwel net zo over en wordt de wedstrijd tegen Ecuador gezien als de belangrijkste wedstrijd in de groep.
De landen troffen elkaar een keer eerder. Tijdens een vriendschappelijke wedstrijd op 13 november 2005 in Barcelona won Polen overtuigend met 3-0. Tomasz Kłos, Ebi Smolarek en Sebastian Mila zorgden toen voor de Poolse doelpunten.
Een confrontatie waar naar wordt uitgekeken is die tussen Agustín Delgado en Artur Boruc. Delgado was de topschutter tijdens de kwalificatie voor Ecuador en scoorde in de belangrijke wedstrijd tegen Argentinië waardoor Ecuador zich wist te plaatsen. Ook scoorde hij twee belangrijke treffers tegen Bolivia in La Paz. Wil hij tegen Polen ook zijn doelpunten meepikken, zal hij echter langs Artur Boruc moeten zien te geraken. De Poolse doelman van Celtic verving de geblesseerde Jerzy Dudek in de laatste drie kwalificatiewedstrijden van Polen en veroverde uiteindelijk het rugnummer 1 vanwege een aantal spectaculaire en beslissende reddingen.

## Wedstrijdgegevens
| Datum                | 9 juni 2006                       | 9 juni 2006                       |
| Stadion              | Veltins-Arena, Gelsenkirchen      | Veltins-Arena, Gelsenkirchen      |
| Toeschouwers         | 48.426                            | 48.426                            |
| Scheidsrechter       | Toru Kamikawa                     | Toru Kamikawa                     |
| Assistenten          | Yoshikazu Hiroshima Kim Dae-young | Yoshikazu Hiroshima Kim Dae-young |
| Vierde man           | Ľuboš Micheľ                      | Ľuboš Micheľ                      |
| Man van de wedstrijd | Agustín Delgado                   | Agustín Delgado                   |
|                      | Polen                             | Ecuador                           |
| Doelpunten           | 0                                 | 2                                 |
| Gele kaarten         | 1                                 | 2                                 |
| Rode kaarten         | 0                                 | 0                                 |
| Wissels              | 3                                 | 3                                 |
| Schoten op doel      | 3                                 | 6                                 |
| Schoten naast doel   | 4                                 | 4                                 |
| Overtredingen        | 9                                 | 15                                |
| Hoekschoppen         | 11                                | 2                                 |
| Buitenspel           | 3                                 | 2                                 |
| Strafschoppen        | 0                                 | 0                                 |
| Balbezit (tijd)      | 30'00"                            | 24'00"                            |
| Balbezit (%)         | 56%                               | 44%                               |

| Polen | 0 – 2           | Ecuador |
| | goals (assists) | 24' Carlos Tenorio (Agustín Delgado) 81' Agustín Delgado (Iván Kaviedes) |
| Paweł Janas | bondscoach      | Luis Fernando Suárez |
| Artur Boruc Mariusz Jop Marcin Baszczyński Jacek Bąk Radosław Sobolewski 67' Jacek Krzynówek 78' Maciej Żurawski 83' Mirosław Szymkowiak Michał Żewłakow Ebi Smolarek Arek Radomski | opstellingen    | Cristian Mora 69' Iván Hurtado Ulises de la Cruz Edison Méndez 83' Agustín Delgado Segundo Castillo Luis Antonio Valencia Giovanny Espinoza Neicer Reasco Edwin Tenorio 65' Carlos Tenorio |
| Ireneusz Jeleń 67' Kamil Kosowski 78' Paweł Brożek 83' | wissels         | 65' Iván Kaviedes 69' Jorge Guagua 83' Patricio Urrutia |
| Ebi Smolarek 37' | gele kaarten    | 31' Iván Hurtado 70' Edison Méndez |
| | rode kaarten    | |

## Wedstrijdverslag
De eerste doelpoging die zich in de wedstrijd aandeed was na vijf minuten een lang afstandsschot van Luis Antonio Valencia dat ver naast het doel van Artur Boruc ging. De wedstrijd begon in een hoog tempo en beide ploegen leken een snel doelpunt te willen scoren om zich veilig te voelen. Boruc had het in de beginfase een stuk drukker dan zijn collega Cristian Mora die voor de gelegenheid de Ecuadoraanse vlag op zijn wangen had laten aanbrengen. Zo moest Boruc in de 11e minuut alert zijn op een spectaculaire volley van Segundo Castillo.
Daarna zocht Polen de aanval, met de hardwerkende Ebi Smolarek als meest gezochte man. Smolarek kreeg echter weinig op maat aangespeelde ballen en ook zijn collega-aanvallers kregen nauwelijks bruikbare ballen. Kansen werden er dan ook zo goed als niet gecreëerd, ook niet voor Ecuador, de wedstrijd speelde zich voornamelijk af op het middenveld, dat door Polen met vijf man was bezet. In de 24e minuut verdiende Ecuador een inworp die genomen werd door Ulises de la Cruz die de bal op het hoofd van Agustín Delgado deed belanden. Delgado kopte de bal door op het hoofd van Carlos Tenorio die de aankomende bal goed inschatte en de bal in de verre hoek achter Boruc kopte (0-1).
Door de weinige kansen kwam het doelpunt letterlijk en figuurlijk uit de lucht vallen. Echter niet lang daarna verdubbelde Ecuador bijna de score met een soortgelijke actie. Opnieuw nam De la Cruz een inworp, die dit keer via Carlos Tenorio bij Delgado terechtkwam, wiens poging over het doel verdween. Vlak voor rust moest Boruc nog tweemaal binnen vier minuten reddend optreden. Eerst stopte hij een verwoestend schot van 25 meter vanuit een vrije trap genomen door Edison Méndez. Vlak daarna dook Valencia op aan de rechterkant van het strafschopgebied. Het schot dat daarop volgde werd door Boruc gepareerd.
Aan het begin van de tweede helft kwam er weer hoop in de harten van de 40.000 aanwezige Poolse fans. Polen nam het heft in handen en voerde de druk richting Ecuador op. Kansen leverde dit echter niet op, de Ecuadoraanse verdediging onder leiding van aanvoerder Iván Hurtado gaf niets weg. Polen was voortdurend in balbezit op zoek naar een opening, maar leed ook regelmatig slordig balverlies, waarna Ecuador er in de counter gevaarlijk uitkwam. Zo kreeg Delgado in de 62e minuut de bal aangespeeld en kon richting het strafschopgebied lopen. Daar kreeg hij een duw van Mariusz Jop, maar scheidsrechter Toru Kamikawa wuifde de vraag om een strafschop weg.
Aanvoerder Hurtado van Ecuador raakte bij een duel geblesseerd en diende het veld te verlaten. Doelpuntenmaker Carlos Tenorio was moegestreden en werd vervangen door Iván Kaviedes. Diezelfde Kaviedes was direct betrokken in de wedstrijd toen hij eerst zelf een kans kreeg en kort daarna niet zelfzuchtig was de bal rustig inspeelde naar Delgado toen zij beiden alleen richting Boruc counterden. Delgado maakte geen fout en verdubbelde de score (0-2).
Het tweede doelpunt was een klap in het gezicht van Polen en haar vele meegereisde supporters. Toch was dit het moment voor Polen om alle remmen los te gooien in een poging alsnog een punt af te dwingen. Dit resulteerde zowaar in enkele kansen. Polen had inmiddels ook gewisseld. Een van de wisselspelers was Ireneusz Jeleń die het spel direct naar zich toe trok met enkele passeerbewegingen. Bij een van zijn bevliegingen brak hij door in het strafschopgebied. Zijn schot belandde op de kruising, waardoor de aansluitingstreffer uitbleef. Langzaam kwam het besef bij de Polen dat het voorkomen van een nederlaag niet meer zou gaan lukken. De laatste kans in de wedstrijd was wel voor de Polen. De andere invaller, Paweł Brożek schoot van dicht bij hard op de paal. Daarna speelde Ecuador de wedstrijd makkelijk uit.

## Nabeschouwing
Ecuador is het WK uitstekend begonnen met een overtuigende 2-0 zege op Polen. Vooral de Zuid-Amerikaanse verdediging onder leiding van aanvoerder Hurtado maakte een sterke indruk. De beide vanaf het begin opgestelde aanvallers zorgden voor de doelpunten. Beide toonden aan niet veel kansen nodig te hebben om doel te treffen. Polen stelde teleur en kon geen moment imponeren. Vooral verdediger Jacek Bąk en middenvelder Mirosław Szymkowiak speelden een zwakke wedstrijd en gingen regelmatig in de fout. Voor de toch al bekritiseerde bondscoach Paweł Janas zal de druk na deze wedstrijd alleen maar toenemen.
Luis Fernando Suárez was erg blij en opgetogen met het resultaat. Hij vertelde dat de wedstrijd fysiek wel zwaar was en dat de spelers na afloop erg moe waren. Het team bleef tot het einde van de wedstrijd uitstekend haar best doen en knokte zich naar de overwinning. Het eerste doelpunt zorgde voor opluchting en gaf de spelers wat lucht. De spelers waren de gehele wedstrijd gefocust en gemotiveerd. Suárez vertelde er wel bij dat zij na deze overwinning er niet te makkelijk over moeten gaan denken, de tweede ronde is nog ver, maar de spelers weten allen wat ze moeten doen. Met het uitvallen van Hurtado vreesde Suárez het fysiek te moeten afleggen tegen de Polen. Daardoor liet hij zijn ploeg in een wat langzamer tempo spelen. Tevens wisselde hij enkele spelers uit voorzorg en om hen wat rust te gunnen. Mensen bekritiseren Ecuador weleens met het gegeven dat zij alleen kunnen winnen op hoogte, maar dit stadion had duidelijk meer voordelen voor Polen, dus nu weet iedereen dat Ecuador ook onder dit soort condities kan winnen, aldus Suárez.
Paweł Janas reageerde kortaf en fel. Volgens hem lag het teleurstellende resultaat niet aan zijn tactisch vermogen. Alles hangt af van de prestatie en de inzet van de spelers. We wilden gebruikmaken van hun fouten, maar het eerste doelpunt verpeste dat. Nu zal Duitsland verslagen moeten worden en daar gaat op zaterdag nadrukkelijk met de spelers over gesproken worden.

## Overzicht van wedstrijden
| Groepswedstrijden | | | |
| Groep A | Groep B | Groep C | Groep D |
| Duitsland - Costa Rica Polen - Ecuador Duitsland - Polen Ecuador - Costa Rica Ecuador - Duitsland Costa Rica - Polen             | Engeland - Paraguay Trinidad en Tobago - Zweden Engeland - Trinidad en Tobago Zweden - Paraguay Zweden - Engeland Paraguay - Trinidad en Tobago | Argentinië - Ivoorkust Servië en Montenegro - Nederland Argentinië - Servië en Montenegro Nederland - Ivoorkust Nederland - Argentinië Ivoorkust - Servië en Montenegro | Mexico - Iran Angola - Portugal Mexico - Angola Portugal - Iran Portugal - Mexico Iran - Angola                               |
| Groep E | Groep F | Groep G | Groep H |
| Italië - Ghana Verenigde Staten - Tsjechië Italië - Verenigde Staten Tsjechië - Ghana Tsjechië - Italië Ghana - Verenigde Staten | Australië - Japan Brazilië - Kroatië Brazilië - Australië Japan - Kroatië Japan - Brazilië Kroatië - Australië                                  | Frankrijk - Zwitserland Zuid-Korea - Togo Frankrijk - Zuid-Korea Togo - Zwitserland Togo - Frankrijk Zwitserland - Zuid-Korea                                           | Spanje - Oekraïne Tunesië - Saoedi-Arabië Spanje - Tunesië Saoedi-Arabië - Oekraïne Saoedi-Arabië - Spanje Oekraïne - Tunesië |
| Achtste finales | | | |
| Duitsland - Zweden Argentinië - Mexico                                                                                           | Italië - Australië Zwitserland - Oekraïne | Engeland - Ecuador Portugal - Nederland | Brazilië - Ghana Spanje - Frankrijk                                                                                           |
| Kwartfinales | | | |
| Duitsland - Argentinië | Italië - Oekraïne | Engeland - Portugal | Brazilië - Frankrijk |
| Halve finales | | | |
| Duitsland - Italië | Duitsland - Italië | Portugal - Frankrijk | Portugal - Frankrijk |
| Troostfinale | | | |
| Duitsland - Portugal | | | |
| Finale | | | |
| Italië - Frankrijk | | | |